# ボギスラフ4世 (ポメラニア公)
ボギスラフ4世（ドイツ語：Bogislaw IV., 1255年ごろ - 1309年2月19/24日）またはボグスワフ4世（ポーランド語：Bogusław IV）は、ポメラニア公（在位：1278年 - 1309年）。

## 生涯
ボギスラフ4世はポメラニア公バルニム1世とその2番目の妃マルガレーテの息子である。1276年から父バルニム1世の共同統治者となり、1278年に父親が亡くなった際に成人した。異母弟のバルニム2世とオットー1世はまだ幼かったため、弟らが未成年の間はポメラニアで唯一の統治者であった。
1270年代末から1280年代初頭にかけて、ボギスラフ4世は隣接するブランデンブルク辺境伯領における争いに巻き込まれた。1295年に異母弟バルニム2世が亡くなり、ポメラニアは2つに分割され、ボギスラフ4世がヴォルガストを、オットー1世がシュチェチンを受け取った。
14世紀に入り、ボギスラフ4世はポーランド王候補であったヴワディスワフ1世と同盟を結んだ。また、10年に及ぶブランデンブルク戦争に当初参加したが敗北した。
ボギスラフ4世は1309年に亡くなり、ポメラニア＝ヴォルガスト領は息子のヴァルティスラフ4世が継承した。ボギスラフ4世はシュチェチンのマリエン教会に埋葬された。

## 結婚と子女
1278年12月14日以前に、ブランデンブルク＝シュテンダル辺境伯ヨハン1世の娘でオットー4世の妹であったメヒティルトと結婚した。しかし、現在判明しているボギスラフ4世の子供たちは全員、2度目の妃でリューゲン公ヴィスラフ2世の娘マルガレーテの所生である。ボギスラフ4世は1290年以前、おそらく1283年から1284年の間にマルガレーテと結婚した。ボギスラフ4世には1男と少なくとも4女がいた。
- オイフェミア（1285年 - 1330年） - デンマーク王クリストファ2世と結婚[2]
- ヴァルティスラフ4世（1290年以前 - 1326年） - ポメラニア公、リューゲンを相続
- エリーザベト（1291年 - 1349年） - 1318年頃にザクセン＝ラウエンブルク公エーリヒ1世と結婚
- ユッタ
- マルガレーテ - ロストック領主ニコラウス（メクレンブルク家）と結婚

他に、ホルシュタイン＝ゼーゲベルク伯アドルフ5世（1252年頃 - 1308年）と結婚したオイフェミア（1316年以降没）もボギスラフ4世の娘の可能性がある。